# Кудрик Борис Павлович
Борис Кудрик (10 червня 1897, Рогатин — 28 березня 1952, ст. Потьма, Дубравлаг, Мордовська АРСР) — український музикознавець, композитор, педагог, диригент, піаніст-імпровізатор, майстерний акомпаніатор, музичний діяч та музичний критик, автор підручника з історії української музики («Огляд історії української церковної музики», 1937 р.).
Відомості про особистий життєвий шлях музиканта досить скупі, що не є дивним адже посмертна реабілітація відбулася лише в 1993 році. До цього часу тема Кудрика — одне з численних табу в українській культурі, а за двадцять років після реабілітації науковий інтерес до постаті Кудрика не пожвавився.

## Життєпис

### Дитинство, період становлення особистості
Народився діяч у родині священника Павла Кудрика (1865—1919) та Ірини з роду Герасимовичів 10 червня 1897 року в Рогатині. Середню освіту здобув в Рогатинській гімназії ім. Володимира Великого, де його батько був катехитом, завершив сім класів. Паралельно з навчанням у гімназії опанував гру на фортепіано. Восьмий клас гімназії завершив у Відні, куди сім'я Кудриків перебралася в 1914 році.
З 1915 року Б.Кудрик розпочав навчання на філософському й музичному факультетах Віденського університету. У 1918 — отримав диплом за спеціальністю: «Музикознавство та німецька філологія». Паралельно з навчанням в університеті вдосконалював гру на фортепіано у Віденській консерваторії. Його професорами були видатні педагоги: Євсевій Мандичевський, Ґвідо Адлєр, Еґон Веллес, Макс Дітц.
Найбільший вплив на формування Кудрика як науковця мав саме син священника з Чернівців Є. Мандичевський (1857,Чернівці — 1929). Кудрик знайшов у його особі і наставника і однодумця одночасно: серед наукових зацікавлень чільне місце посідала церковна музика. Мандичевський залишився в історії музики як дослідник давньої музики та плідний музичний редактор (під його редакцією було видано ряд творів Й. С. Баха, Л. ван Бетовена, Ф. Шуберта), працівник архіву Відня. Добрий знавець старовинної музики, Мандичевський виховав у своїх учнів пієтет перед давньою музикою, звичку робити аналіз музично-історичних процесів на основі архівних документів. Цілком імовірно, що композицію Кудрик вивчав також у професора Мандичевського. Багато
користі для розвитку Кудрика як музикознавця принесло навчання у Ґвідо Адлєра, яке допомогло виробити цілісне бачення історичного розвитку музики. Ці знання стали міцним фундаментом для створення музично-історичних нарисів.
Після повернення на батьківщину, упродовж шести років Б.Кудрик проживав у рідному місті й працював у приватній українській гімназії. Найближчою особою в той час для нього був композитор Михайло Гайворонський, який мешкав у Львові і працював викладачем скрипки у Вищому музичному інституті ім. М. Лисенка. З листів приятелів дізнаємося, що Борис Кудрик активно цікавився культурними новинами Львова, який називав «галицьким Ґевандгавзом». Він також цікався творчими успіхами п.
Барвінського.

### Зрілий період творчості
У 1926 році Борис Кудрик переїхав до Львова. Спочатку доповнював музичну освіту — закінчив клас фортепіано Польської
Консерваторії ім. К.Шимановського. Того ж року він став викладачем Музичного інституту ім. Миколи Лисенка (історія та теорія музики). Зі спогадів Ореста Березевського відомо, що серед інших обов'язків в інституті, Кудрик виконував роль концертмейстера. Березовський навчався гри на віолончелі в класі Петра Пшенички. «Він [Кудрик] акомпонував мені  до студентських виступів. Читав ноти primo vista (з листа) дуже добре, і взагалі музичну літературу всю чудово знав, особливо фортепіанну». Окрім цього він вирішив завершити освіту, розпочату у Відні перед початком Першої світової війни. У той час керівником музикологічного відділення Львівського університету був Адольф Хибінський, під пильним оком якого написав роботу на тему «Творчість українських композиторів ХІХ сторіччя, згуртованих у Перемиській школі» (захист відбувся в 1932 році). Паралельно з навчанням і роботою у ВМІ, працював у Консерваторії Польського музичного товариства, викладачем музики в Гімназії сестер Василіянок та Львівської Духовної семінарії. Найближчим оточенням Кудрика в роки навчання був В. Витвицький і молодий Йосип Хомінський. Товариші часто збиралися разом, щоб послухати музику, подискутувати з приводу нових наукових робіт.
У 1930-ті роки талант Кудрика розкрився в багатьох проявах: він досяг успіху як композитор, музикознавець, педагог, акомпаніатор, лектор, музичний рецензент. Щоправда, його твори не мали всезагального визнання, хоч хорова творчість (і духовна, і світська) і солоспіви знайшли свою аудиторію. Але основні творчі сили Кудрик віддавав на створення української сонати: пише три сонати для фортепіано та ще три сонати для скрипки з фортепіано, а також інші камерні твори в сонатній формі (струнний
квартет і фортепіанне тріо). Одна із сонат здобула нагороду в конкурсі музичної секції Об'єднання Українських Організацій в Америці (1932 р.). Через два роки Роман Придаткевич виконав сонату в Нью-Йорку, про що писали в газеті «Свобода».
До цього періоду творчості належать перші значні успіхи в музикознавчому річищі. Завдяки Борису Кудрику в Галичині на новий рівень розвитку піднялася історія української церковної музики. На запрошення Богословської академії музикознавець читав курс історії української музики (з 1933 року). Через деякий час на базі Академії стараннями Кудрика  створили Інститут церковної музики, який повинен був досліджувати церковну музику. Також формував бібліотеку церковної музики. У ці роки писав дослідження на теми з української музики: «Михайло Вербицький», «Доба старшого так званого „партесного“ співу», «Участь духовенства в Галицько-українській культурі». «Українська народна пісня і всесвітня музика» (1927 рік, «Просвіта»), «Огляд історії української церковної музики» (1937 рік). Свого часу підручник гостро критикували Олександр Кошиць та Федір Стешко, але він не втратив актуальності й нині.
Пізніше Кудрик брав активну участь у діяльності новоствореного Союзу Українських Професійних Музик, хоч у своїх статтях він або висловлювався проти постулатів Союзу або дотримувався нейтралітету. Це досить дивна позиція, якщо взяти до уваги факт
співпраці з СУПРОМом: Кудрик організовував концерти, активно долучався до роботи з місячником «Українська музика».
Борис Кудрик — один з перших відомих музичних діячів України, котрий брав активну участь у роботі Львівського радіо. У 1935 р. він започаткував традицію концертів на хвилі радіо за участі мистців-інструменталістів разом з піаністкою О. Цукровською та юним Іваном Барвінським (у певний період транслювався цикл передач «Куток для молодих талантів»). У першій передачі прозвучали фортепіанні твори М. Лисенка, С. Людкевича та Д. Бортнянського у виконанні Б. Кудрика.

### Пізній період
Після приходу радянської влади в 1939 р. життя Кудрика не змінилося: він виконував викладацькі обов'язки в музичних школах, продовжував композиторську працю. У 1940 році брав участь у пленумі Спілки Композиторів як делегат від львівських
музикантів, де мав можливість познайомитись особисто із Левком Ревуцьким, Борисом Лятошинським, Пилипом Козицьким, Михайлом Вериківським, Констянтином Данькевичем, Дмитром Шостаковичем, Арамом Хачатуряном, Дмитром Кабалевським.
Під час німецької окупації, окрім викладання Кудрик співпрацював з Львівським оперним театром. Робив переклади лібрето з німецької на українську мову. Займався аранжуванням фортепіанної музики для балетів. Варто згадати хоча б постановку «Пер Гюнт» на основі творів Ґріґа, про яку пишуть  «Львівські вісті». Крім того з преси відомо про постановку вистави «Самодури» К. Гальоні з музикою Бориса Кудрика та «Одержимої» Лесі Українки на сцені Літературно-музичного клюбу. На згаданий період припадає розквіт його публіцистичної діяльності. Він був фактично єдиним постійним дописувачем упродовж усього періоду окупації. А також працював акомпаніатором у театрі «Веселий Львів», попри те що ця робота не лежала до душі. Саме з трупою «Веселого Львова» композитор їздив у Відень, місто юності. Попри непривітні воєнні умови, музикант планував залишитися в місті. Саме тут в 1945
році його заарештували радянські каральні органи. Уже зі Львова митця заслали до концтабору «Дубравлаг» в Мордовію.
Про важкі роки в таборі відомо зі спогадів співкамерників Андрія Білинського, Ореста Березовського, Володимира Ковалика. Відомо, що разом з Кудриком в тому ж таборі перебував Василь Барвінський. Митці всіляко підтримували одне одного. Ковалику судилося стати останнім співкамерником Кудрика. 1948—1950 роки, коли вони перебували на сусідніх нарах стали для виснаженого і хворого композитора останніми.

## Основні твори
- симфонія e moll
- кантата «Вибір Гетьмана» для мішаного хору з фортепіано в 4 руки (сл. Т. Шевченка, 1934, у 2-х ч.)
- хори — «Народний гімн» для жін. хору й фортепіано (сл. В. Самійленка, 1923), «Заклик до Черча» для чол. або жін. хору з соло сопрано або тенора (1929), «Гримить!» для мішаного хору (сл. І. Франка, 1930), «Ой стрічечка до стрічечки» (1931), «Думи мої», «Ой маю, маю я оченята» (обидва — 1932, для жін. хору без супроводу; усі — сл. Т. Шевченка), «Вільна Україна» для чол. хору (сл. Ю. Шкрумеляка, 1934), «До зорі Галицької» для мішаного хору (сл. М. Устиновича, 1936), «Весна» для мішаного хору із соло сопрано (сл. Я. Головацького, 1937)
- духовні  хори — Псалом 132 для жін. хору в супроводі фортепіано (сл. Т. Шевченка, 1927), Панахида пам'яті А. Вахнянина для мішаного хору а капела (1928), «Псалми Давидові» для мішаного хору (ч. 1 — "У 950-ліття хрещення Русі-України 988, 1938)
- твори для оркестру «Гей гук, мати, гук», «Гей не дивуйтесь, добрії люди», «Марш Кубанських козаків», «Перший запорозький марш» (усі — 1937);
- музика до драм. вистав;
- обробки народних пісень, солоспіви.